# Bramo 323 Fafnir

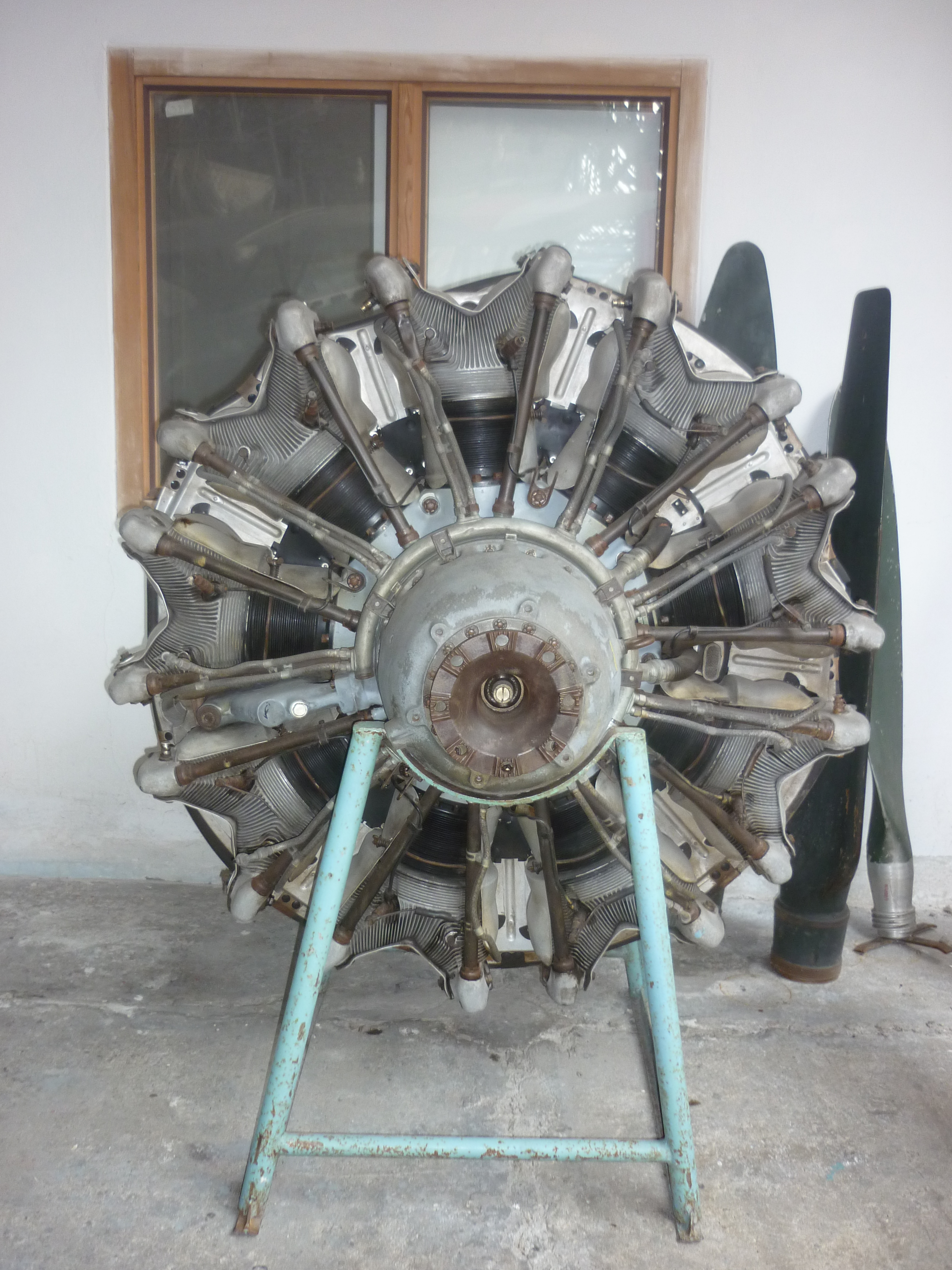
A Bramo 323 Fafnir repülőgépmotor

A Bramo 323 Fafnir egy jelentősebb számban épített, de nem túl modern német repülőgépmotor volt, amit a második világháború előtt kezdtek el gyártani. A világháborús Luftwaffe több repülőgéptípusán is alkalmazták, és a gyártás leállítása előtt több mint 5500 példány épült belőle.

## Alapadatok
A típus egy kilenchengeres, léghűtéses csillagmotor volt. A hengerek furata 154 mm, lökete 160 mm volt, ami révén a kilenc henger összesített lökettérfogata 26,82 liter volt. A feltöltést egysebességes mechanikus feltöltő biztosította, és a korai verziók tömege 550 kilogramm volt.

## Verziók
A típust számos verzióban gyártották. A korai A és B verziók felszálláskor 900 lóerőt adtak le.
A C és az E verziók felszállóteljesítménye 1000 lóerő volt, amit úgy értek el, hogy alacsony magasságra állították be a feltöltőrendszert.
A késői verziók abban a szempontból jelentősen fejlettebbek voltak, hogy már kétsebességes mechanikus feltöltőjük (kompresszoruk) volt. Ezek a verziók közé tartozik az ismertebb verziók közül a P, az R és a T. Ezek a verziók felszálláskor 1000 lóerőt, 4 ezer méteren pedig 940 lóerőt tudtak kifejteni.

## Alkalmazás
Az egyik legjelentősebb alkalmazás a világháború korai időszakában alkalmazott Dornier Do 17 könnyűbombázógép volt, amely egyenként két ilyen motorral rendelkeztek. Továbbá a típust alkalmazták a Focke.Wulf Fw 200 négymotoros katonai repülőgépen és az Fa 223E helikopteren.